# Ruellia pilosa
Ruellia pilosa är en akantusväxtart som beskrevs av Carl von Linné d.y.. Ruellia pilosa ingår i släktet Ruellia och familjen akantusväxter. Inga underarter finns listade i Catalogue of Life.